# Slap (Rogatica)
Pour les articles homonymes, voir Slap (homonymie).
Slap (en serbe cyrillique : Слап) est un village de Bosnie-Herzégovine. Il est situé dans la municipalité de Rogatica et dans la république serbe de Bosnie. Selon les premiers résultats du recensement bosnien de 2013, il compte 29 habitants.

## Géographie
Slap est situé sur les bords de la Drina.

## Démographie

### Répartition de la population par nationalités (1991)
En 1991, le village comptait 80 habitants, tous Musulmans (Bosniaques).